# Diego León
Diego Basilio León Blanco (Colonia Yguazú, 3 april 2007) is een Paraguayaans voetballer die bij voorkeur als  linksback speelt. Hij tekende in 2025 voor Manchester United .

## Clubcarrière
Diego León genoot zijn jeugdopleiding bij Cerro Porteño, waarvoor hij op 2 augustus 2024 debuteerde tegen Sportivo Ameliano. Hij scoorde meteen bij zijn debuut het winnende doelpunt voor Cerro Porteño. Op 11 januari 2025 werd bekend dat Diego León in de zomertransferperiode de overstap maakt naar Manchester United. Op 5 juli 2025 bevestigde Manchester United de komst van de linksachter.